# Vitín Avilés
Víctor Manuel Avilés Rojas, más conocido artísticamente como Vitín Avilés (Mayagüez; 30 de septiembre de 1930 - Nueva York; 1 de enero de 2004), fue un cantautor y músico puertorriqueño-estadounidense de música afroantillana, en especial de salsa boleros.  Fue conocido por el sobrenombre de “El cantante del amor”.

## Biografía
Nació en el barrio San Silvestre de Mayagüez.  Siendo joven aprendió de su padre el oficio de barbero a la vez que se presentaba en programas de radio de cantantes aficionados.
En 1943 empezó su carrera profesional como vocalista con la Orquesta Hatuey, de William Manzano y con la Orquesta Anacaona. En 1944 se trasladó a San Juan, donde se incorporó a la orquesta de Miguelito Miranda con la que grabó en 1947 su primer disco. 
De 1947 hasta 1959 se radicó en Nueva York, donde formó parte de importantes orquestas como la de Pupi Campo. En 1955, a petición del dictador Rafael Trujillo, Xavier Cugat lo seleccionó como vocalista del álbum “Merengue by Cugat!”.
En 1974 grabó en solitario un álbum titulado Canto al Amor la producción de boleros “Vitín Avilés canta al amor” bajo la dirección de Tito Puente y en 1979 grabó con la “Súper Orquesta Venezuela” junto a Nelson Pinedo y Nelson Alizo. Por esa época empezó a realizar labores como corista de estudio.
Hasta el año 2000, había intervenido en aproximadamente 50 álbumes de música afrocubana y boleros como cantante de orquesta y como solista.
Avilés murió el 1 de enero de 2004 en un hospital de Manhattan.

## Discografía
- Canto al Amor (1974)
- Recuerdos Románticos con Varios Artistas (1983)